# إدغار آلان بو
إدغار آلان بو (بالإنجليزية: Edgar Allan Poe) (19 يناير 1809 – 7 أكتوبر 1849) هو كاتب وشاعر ومحرر وناقد أدبي أمريكي يشتهر بشعره وقصصه القصيرة، وخاصة قصص الرعب التي تنطوي على الغموض. يُعتبر أحد كتاب الرومانسية والخيال القوطي في الولايات المتحدة، والأدب الأمريكي المبكر، ويعتبر عمومًا مخترع نوع  الأدب البوليسي، وله الفضل في المساهمة في هذا النوع من الخيال العلمي الناشئ. كان أول كاتب أمريكي معروف يحاول كسب لقمة العيش من خلال الكتابة وحدها، لهذا كانت حياته صعبة ماليًا ومهنيًا.
ولد في بوسطن، وكان الطفل الثاني لممثلين. ترك والده الأسرة في عام 1810، وتوفيت والدته في العام التالي. ليصبح يتيما، ونقل ليد يوحنا وفرانسيس ألان، من ريتشموند، فيرجينيا. على الرغم من أنهم لم يعتمدوا تبنيه رسميا، فقد تصرف بو معهما بشكل جيد في مرحلة الشباب. وبرز التوتر في وقت لاحق كما أن جون ألان وادغار اشتبكوا مرارا وتكرارا على الديون، بما في ذلك تلك التي تنفق في القمار، وتكلفة التعليم الثانوي للشاب. حضر بو في جامعة فرجينيا لفصل دراسي واحد لكنه تركها بسبب عدم وجود المال. تشاجر مع آلان بو على الأموال من أجل التعليم وجند في الجيش في عام 1827 تحت اسم مستعار. وكان في هذا الوقت قد بدأ حياته المهنية في النشر، ولو بتواضع، مع مجموعة مجهولة من القصائد، تيمورلنك وقصائد أخرى (1827)، والفضل فقط إلى «بوسطن». مع وفاة فرانسيس ألان في عام 1829، وصلت بو وألان إلى تقارب مؤقت. الفشل في وقت لاحق كطالب ضابط في وست بوينت ويعلن رغبة جامحة في أن يكون شاعراً وكاتباً.

## نشأته
وُلد إدغار آلان بو في 19 يناير 1809 في بوسطن، ماساتشوستس. تيتم إدغار في سن مبكر، وأرسل للعيش مع أسرة حاضنة، إسمهم الأنس، في ريتشموند، فرجينيا. الأنس لم يتبنوا إدغار آلان بو رسميًا. كان هناك مشاكل بين ادغار ألان بو والأسرة الحاضنة التي تبنت رعايته، وفي النهاية، انفصل إدغار عن أسرة الأنس.
فاز بو في مسابقة، حين كتب قصة قصيرة في سن 24 وأصبح بالتالي ناقد أدبي لمجلة «رسول الأدب الجنوبي.» بعد ذلك بفترة قصيرة، تزوج بنت عمه، فيرجينيا، الذي كانت تبلغ من العمر في ذلك الوقت ثلاثة عشر عاما، وكان ذلك عام 1836 حيث كان إدغار في سن السابعة والعشرين. أصبح إدغار مشهورا في جميع أنحاء الولايات المتحدة حين نشر «الغراب» في عام 1845.
تحطمت حياة إدغار بسبب إدمانه الشديد للمشروبات الروحية. ولقد أدى هذا إلى إعطاه سمعة سيئة في مجتمع القرن التاسع عشر المحافظ. ومع ذلك واصل كتابة القصص القصيرة الرائعة مثل «The Murder in the Rue Morgue - جرائم القتل في شارع المشرحة» و«علة الذهب- The Gold Bug»، التي منحته شهرة في أوروبا
بعد وفاة زوجته في عام 1847، انهار بو عاطفيا وتوفي بعد ذلك بعامين، في سن الأربعين..
إتهم إدغار ألان بو نتيجة شرابه المفرط بالعديد من الأوصاف، لم تكن جميعها تدعو للفخر. فلقد وصفه بعض نقاد الأدب بسبب مخدرات. وذهب البعض إلى القول بأنه يجب أن لا يترك الجمهور مع رجل مثله، غير مستقر نفسيا وعقليا، يجلس في غرفة معتمة، مع غراب على بابه، وزجاجة على طاولته، وأنبوب مليء بالأفيون. وقال عنه ككاتب بأنه مجنون يخربش خطوط شعر.
في رأيي، كان بو واحد من أفضل الكتاب الذين عرفهم التاريخ وخاصة في الأدب الأمريكي. كانت من طبيعته أن يؤثر الوحدة في حياته ويعبر عنها ببلاغة في قصائده وشعره. كتاباته تجعل القارئ يتفاعل معه عاطفيا. شعره وقصائده وقصصه تشعرك أنه يمكن أن تكون معه هناك في وسط المكان الذي يكتب عنه، بعقلك وروحك. وكأنك رأيت وعشت ما كتبه على الورق. هذا في رأيي، هو ما يميز الكاتب ويجعله كاتبا كبيرا.
سافر إلى بريطانيا ودرس هناك لخمس سنوات، بعد ذلك التحق بجامعة فيرجينيا في ولاية فيرجينيا حيث أظهر تفوقا كبيرا في دراسة اللغات والآداب ولكنه اضطر إلى ترك الجامعة بعد ذلك بثمانية أشهر بسبب مشاكل مالية.
التحق بالجيش الأمريكي وقبل هذا تم كتابة ونشر شعره. ساعده أصدقائه وأعطوه الأموال التي احتاج إليها. استمر في كتابة الشعر والقصص. حوالي عام 1832 م انتقل بو إلى مدينة بالتيمور ثم نشر خمس قصص. وفوق هذا كله تزوج في نفس الوقت من ابنة عمته ولم يكن عمر زوجته يتجاوز أربع عشرة سنة. توفيت زوجته عام 1847 م فقضى معظم حياته يعاقر الخمر وفي الحقيقة كان له إدمان على الكحول حتى مات في أحد شوارع مدينة بالتيمور عام 1849 م.

### طفولة بائسة
لم تكن النهاية فقط على هذا القدر من المأساوية بل كل فصول حياة إدغار الذي عرف اليتم منذ أن كان في سنته الثانية. وبعد أن تمّ توزيع الأخوة الثلاثة، كان من نصيب بو أن تبنته أسرة بورجوازية من ولاية فرجينيا. فأخذ إدغار بو عن والده بالتبني وكان يدعى جون ألن اسمه الثاني ليصير اسمه بالكامل إدغار ألن بو. اهتم هذا الوالد بتعليمه حتى وصل إلى العام الأول من دراسته الجامعية، لكن علاقته به التي كانت شديدة الاضطراب جعلته ينصرف عنه، خصوصاً بعد أن بدأ إدغار بتعاطي الخمر. فهاجر إلى بوسطن عام 1827 وكان معدماً لكنه بدأ كتابة الشعر من دون أن يحظى بفرص كبيرة للنشر. وانضمّ إلى الكلية الحربية في الجيش الأميركي كجندي مشترك تحت اسم مستعار «إدغار بيري» لكن الأمر لم يستمر طويلاً. وفي هذه المرحلة بالذات، استسلم بو لقدره ولم يجد مخرجاً لحياته سوى في الكتابة التي كان يحاربها في داخله ويؤجلها لإرضاء كل من كان من حوله، وهو الذي بدأ بقراءة الشعر وكتابته في الخامسة من عمره حين لاحظ أحد أساتذته تفوّقه الخارق وهتف لأهله ذات مرة: «هذا الولد خُلق شاعراً!».

### السيدة
وكتب بو من وحي حياته التي لفّها السواد منذ طفولته أي منذ رحيل والديه الشابين وبعدها رحيل شقيقه وحياته الصعبة بعد تبنّيه مع أنه أحب كثيراً السيدة ألن التي تبنّته والتي عطفت عليه كثيراً إلى أن رحلت بعد أعوام قصيرة على اهتمامها به.
إدغار ألن بو
ومن المعروف أن حياة بو العاطفية لم تحمل له السعادات سوى لفترات قصيرة وهو بعد أن تزوج عام 1836 من فرجينيا ابنة عمته المراهقة التي أحبها حتى الموت، أصيبت هذه الأخيرة بالمرض وماتت بعد خمسة أعوام على زواجه منها. فقدانه لفرجينيا التي كتب لها أجمل الأشعار جعله يغرق مجدداً في الإدمان على الخمر. يقال أنه كتب لها أشهر قصائده «أنابيل لي» حين ماتت وفي مضمون هذه القصائد ميتة امرأة رائعة الجمال فوصف بأروع ما يمكن موتها مقروناً بجمالها الخارق ومقروناً كذلك بمشاعره الجيّاشة. وعرف أيضاً بعلاقته الغرامية بعد أعوام مع الشاعرة سارة هيلان ويتمان، وبعدها أراد الزواج ثانية من امرأة ثالثة أحبها وكان ذلك عام 1849، أي قبل شهور قليلة من رحيله، الأمر الذي لم يحصل وهذه المرأة كانت تدعى السيدة شيلتون، ورغم تعدد علاقات بو النسائية، إلا أن كل من عرفهن من النساء، قلن ذات الكلام، أنه لم يحب إلا امرأةً واحدة في حياته هي زوجته وابنة عمته فرجينيا.

## ألغاز
وفي كل ما كتب بو من قصص وقصائد تبرز نقاط توتره وكآبته وقلقه ومواهبه الخارقة التي شكّلت شخصيته الإبداعية المغايرة التي لم يفلح الدارسون حتى اليوم في تفكيك كل ألغازها وفي دخول كل سراديبها. فكتابات إدغار آلان بو غاية في الصعوبة وغاية في الجمالية ولم يشرحها ربما أكثر وأوضح سوى ما قاله هو شخصيا في آخر محاضرة له ألقاها في مدينة ريتشموند عام 1849 وتحديداً قبل شهور قليلة من رحيله وقد أصبحت هذه المحاضرة منذ ذلك الحين ما سمي «بالمبادئ الشعرية» أو «مفهوم الشعر». وفيها تحدث بو عن غاية القصيدة أو غاية الشعر بشكل عام الذي هو السمو بالروح، وقد دعا في محاضرته الشهيرة تلك إلى التحرر حين كتابة الشعر من كل «أشكال الرضا والفائدة العقلية» التي يمكن أن تسود على الذهن، ويصف هذا التحرر على أنه «أثيريا» ولا يحدّ بغايات، كما يصف السمو على أنه تلك القدرة الشفافة وغير المرئية القادرة على رفع روح الإنسان بكل أثقالها المادية الإضافية إلى درجة من الترفع وغير مسبوقة بأفعال إرادية أو مبنية على مجموعة افتراضات ليبنى عليها مدخلا للوهم أو للتذكر، بل الشعر هو ذاك السلوك المنفلت.. ذاك السلوك وإن عرف إدغار آلان بو كيف يعبر عنه في كتاباته، إلا أن فهمه كان صعباً من قبل الآخرين، فهو كان في نظر أبناء جيله رمز «الشاعر الملعون» ورمز الشاعر المتسكع المعاكس للتيار، المشاغب في الكتابة الشعرية، المخرب في النثر، المتمرد على كل المدارس الأدبية والشعرية السابقة له، المدمن والمغامر والمتفلت من كل القوانين، الثائر على التقليد، الحزين حتى الموت، الكئيب حتى الثمالة والمتألم والمحب والعاشق حتى الجنون، ولكن سرعان ما تحولت صورة هذا الشاعر الذي لم يستفد من كتبه سوى بمبلغ اكدته إحدى الدراسات على أنه وصل إلى حدود 300 دولار اميركي، لتعبر هذه الصورة شاهدة على تغييرات جذرية فيها ولتصير صورة المليونير الذي مات مديوناً، والنجم الشهير الذي مات متسكعاً، منبوذاً ومجهولاً على الرصيف والشاعر الملهم لكبار المبدعين من بعده الذي ظن قصائده ستنضوي معه، فاذا به ومنذ مطلع القرن العشرين «الاخ الروحي» للشاعر بودلير الذي ترجم أجمل كتاباته، وإذا به «عبقري الآداب» بالنسبة إلى بول فاليري و«الحالة الشعرية القصوى» بنظر الشاعر مالارميه.. ليصير بو صاحب الرائعة الشعرية «الغراب» الذي مات وحيداً على الرصيف حامل أكبر الألقاب والمهام الأدبية على الإطلاق، بعد أن أشار كبار النقاد إلى أنه كان «المعلم الأول للكتابات الفانتازية» و«مخترع القصة البوليسية»، و«الممهد الأول للرواية العلمية» و«المجدد للقصة الشعبية» و«الرائد في علم التحليل النفسي»... وعدد كبير من الدراسات الأخيرة، جاءت فيها إشارات إلى أن حياة بو لم تكن على هذا القدر من الإهمال في إدمانه وتسكعه وأن سمعته قد لطختها بعض الأقلام الحاقدة والغيورة من عبقريته المفرطة، وأنه أيضاً لم يكن في وسع النقاد منذ مئتي عام شرح غرائبية كتاباته سوى بربطها بإدمانه وبابتعاده عن الأخلاقيات السائدة في ذلك العصر. وفي كل هذا يبقى سؤال حول اللعنة التي رافقت حياة إدغار آلان بو، فهل هي حقا كانت لعنة الواقع الحزين من حوله، أم كانت لعنة عبقريته الفذة الثقيلة على حياة انكسرت على 40 عاما، أم لعنة المشاعر الجياشة الكثيرة والفائضة على قلب إنسان؟ وقد تجد روح الشاعر إدغار بو الجواب في الذكرى المئوية الثالثة أو الرابعة أو التاسعة لولادته.. مع ولادة إدغار صغير من جديد في التاسع عشر من شهر كانون الثاني في ولاية بوسطن من أبوين (..) غير أن سهام اللعنة أخطأته.. فيسأله بو الشاعر: وكيف لا تموت أيضاً.. من قلة الشعر؟ .

## ديونه
وفي كل مراحل حياته، لم يفلح بو في تأمين عمل يساعده على سدّ نفقات معيشته وديونه المتراكمة، الأمر الذي ساهم في عودته الدائمة إلى الإدمان. ومع أنه عمل صحافياً في أكثر من مجلة إلاّ أن ذلك لم يساعده سوى على نشر بعض أعماله الأدبية فيها. فنشر أولى مجموعاته القصصية في مجلة «برتون جنتلمان» عام 1840، ثم انتقل ليصبح رئيس تحرير مجلة أخرى نشر فيها روايته البوليسية «جريمة قتل في المشرحة» التي سرعان ما ترجمت إلى الفرنسية وتناولتها الصحف بمقالات نقدية إيجابية. إلاّ أن الخطوة الأولى نحو النجاح كانت مع نيله جائزة «جريدة فيلادلفيا» وكانت تبلغ يومذاك مئة دولار عن قصة «الحشرة الذهبية» ثم عمل في مجلة «غراهام» ليتركها بعد عام ويعود إلى نيويورك لينشر قصيدته «الغراب» التي بدأت معها شهرته في الأوساط الأدبية من دون أن يساعده ذلك على النهوض من غرقه في الديون الهائلة. لكنه بعد هذه المرحلة عاد إلى كتابة الشعر الذي بدأ به وهو في سن المراهقة مع كتابه «تيمورلنك وقصائد أخرى» ولما يبلغ الثامنة عشرة، ثم في العشرين كان قد اصدر مجموعته الشعرية الثانية «الأعراف» وأيضا «ليلة شهرزاد الثانية بعد الألف». وقد اعترف بأن تحوله عن الشعر إلى القصة والرواية كان لتحوله نحو النثر وهو من أوائل الشعراء الذين ربطوا الشعر بالنثر، لكنه كان يعتبر نفسه شاعراً بالدرجة الأولى، غير أن ضرورات الحياة أجبرته على امتهان الصحافة والكتابة النثرية لكنه سرعان ما انغمس في النثر فأعطاه أجمل ما لديه: «سقوط بيت أشر»، و«القط الأسود» و«بضع كلمات مع مومياء» «لغز ماري روجيه»، «قصة في القدس»، «السقوط في الفوضى» «برميل أمونتيلادو» وغيرها من المؤلفات التي تعد بالعشرات.

## نماذج من شعره
وفيما يلي ترجمة قصيدتين من قصائد إدغار ألن بو:

إلى هيلين
هيلين، خاصةً جمالك، هو لي،
مثل حاء النيقية في الأيام الخوالي،
الذي بلطف، أو بلبحر المعطر،
يحمل بالضجر، طريقة التطواف البالية،
لشاطئه الأصلي الخاص.
على البحار، يائس يريد طويلة التجول،
شعرك، ورد النيل الخاص، وجهك الكلاسيكي،
أجواء عروس نهرك، الذي جلبني إلى بيتي،
إلى المجد الذي كان اليونان،
والعظمة التي كانت روما.
انظري، في مكانك الرائع هنالك نافذة،
كيف التمثال الذي أرى يشبهك في الوقوف،
المصباح العقيق داخل يدك،
آه! يانفس، من المناطق التي
هي الأرض المقدسة!
إلى أمي 
لأنني أشعر في السماء العليا،
الملائكة، تهمس لبعضها البعض،
أن تجد من بين شرائط حروق الحب،
لا شيء مخلص مثل «الأم،»
لذلك بهذا الاسم العزيز، لي طويل ادعي لك،
أنت يا من أكثر من الأم لي:
وملء قلبي من القلوب، حيث قمت بتثبيت الموت،
في تحرير روح حبيبتي فرجينيا،
أمي، أمي الخاصة، الذي ماتت في وقت مبكر،
كانت بس أم نفسي، ولكن انتي،
انتي الأم لواحد الذي أحببته من كل قلبي،
وبالتالي فنتي أغلى من الأم الذي كنت أعرف،
وبحلول ذلك، ما لا نهاية مع زوجتي التي
كانت أحب إلى روحي من نفس روحي.

## أشهر قصائده
كان يكتب الروايات والقصص القصيرة. من أشهر أعماله:
- حلم داخل حلم (1827) (النص الكامل في ويكي مصدر الإنجليزية)
- تيمورلنك (1827) (النص الكامل في ويكي مصدر)
- الأعراف (1829) وهي قصيدة مبنية على سورة الأعراف من القرآن الكريم. (1829) (النص الكامل في ويكي مصدر)
- إسرافيل (1831) وهي قصيدة مبنية على القَصَص الإسلامي (النص الكامل)
- إلى ساكن الجنان (1834) (Full Text في ويكي مصدر)
- الدودة الفاتحة (1837) (Full Text في ويكي مصدر)
- الغراب (1845) (Full Text في ويكي مصدر; audio at LibriVox)
- إلدورادو (1849)
- أنابيل لي (1849)، وهي آخر قصيدة كتبها قبل مماته.

## قصصه
- برميل أمونتيلادو (1846) (ترجماها أبانوب وجدي ونورا وجدي تحت عنوان "أمونتيلادو" وقصص أخرى) [10]
- انهيار منزل أشر (قصة قصيرة) (1839)
- القلب الواشي (1843) (Full text في ويكي مصدر).
- الحشرة الذهبية (1843) وهي مجموعة قصص.
- القط الأسود (1843) (Full text في ويكي مصدر; audio at Librivox).
- بضع كلمات مع مومياء (1845) (Full text في ويكي مصدر)
- الغرائب.
- الليلة الألف واثنين لشهرزاد (1850) (Full text في ويكي مصدر)
- قصة من القدس (1850) (Full text في ويكي مصدر)
- االانزلاق إلى الدوامة (1850)
- الثمان أورانج أوتانات المقيدة أو هوب فروغ (1850) (Full text في ويكي مصدر)
- ليجيا
- الحفرة والبندول

## سلسلة قصص أوجست دوبان
- جرائم شارع مورغ (1841) (Full text at Wikisource)
- لغز ماري روجيه (1843) (Full text at Wikisource)
- الرسالة المسروقة

## موته

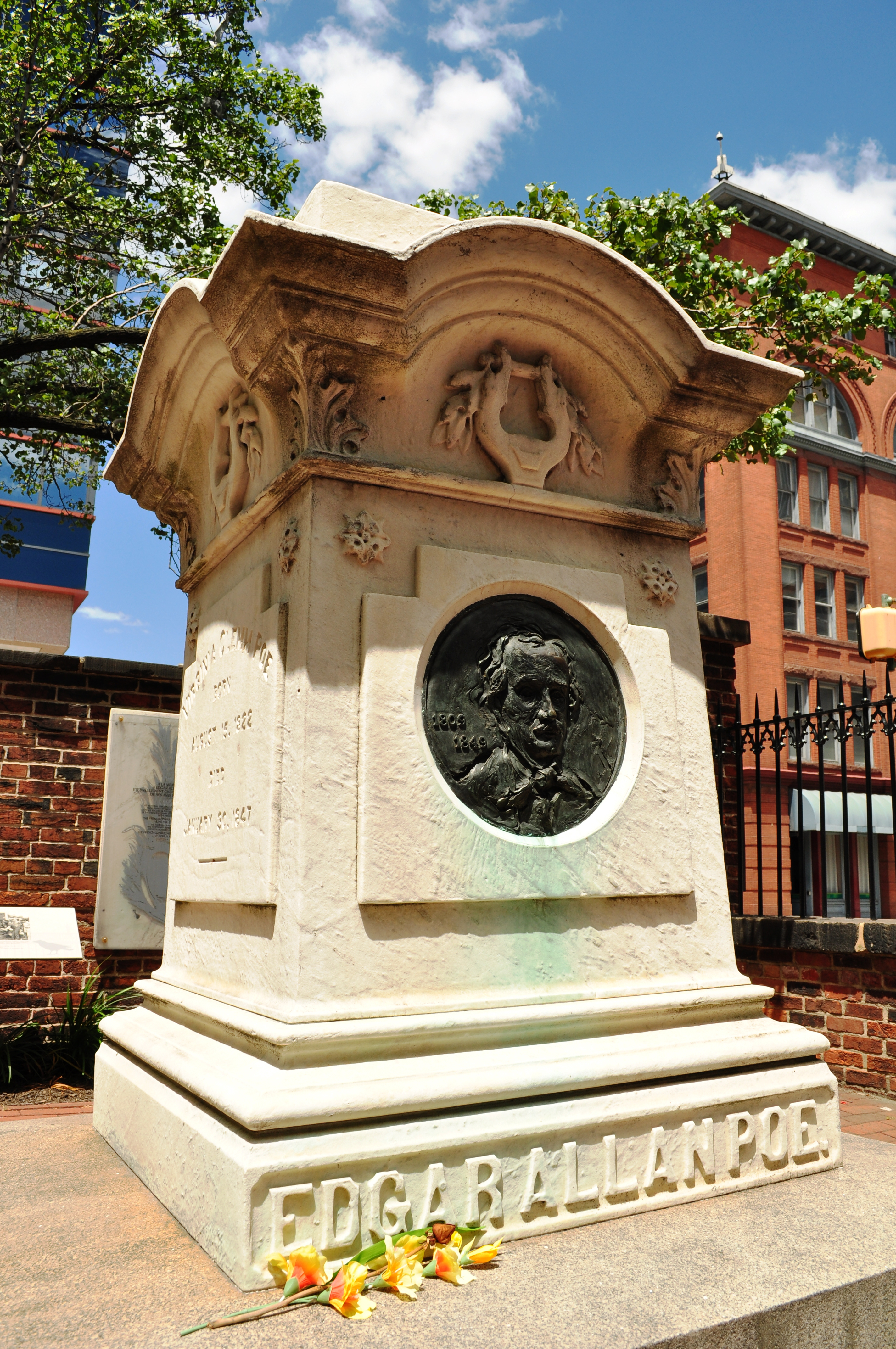
دفن إدغار ألان بو في بالتيمور، ماريلاند. لا تزال ظروف وأسباب وفاته غير مؤكد.

في 3 أكتوبر 1849، تم العثور على بو في شوارع بالتيمور مخمورا يهذى، «في محنة كبيرة، و ... في حاجة إلى مساعدة فورية»، وفقا للرجل الذي عثر عليه ، جوزيف جورج ووكر. اقتيد إلى كلية الطب واشنطن، حيث توفي في الأحد 7 أكتوبر، 1849، في الساعة 5:00 صباحا. لم يكن بو أبدا متماسكا بما يكفي لشرح كيف انه جاء ليكون في تلك الحالة الوخيمة، والغريب أنه كان يرتدي الملابس التي لم تكن أبدا في بلده. وكان بو قد دعا مرارا اسم «رينولدز» في ليلة قبل وفاته ، على الرغم من أنه من غير الواضح لمن كان يشير. تقول بعض المصادر أن كلمات بو النهائية كانت «يارب ساعد روحى البائسة.» جميع السجلات الطبية، بما في ذلك شهادة وفاته، قد فقدت. ذكرت الصحف في ذلك الوقت أسباب موت بو بأنه «احتقان في الدماغ» أو «الالتهاب الدماغي»، المشتركة وذلك كناية عن الوفيات الناجمة عن أسباب سيئة السمعة مثل إدمان الكحول. السبب الفعلي للوفاة لا يزال لغزا. وقد شملت تكهنات الهذيان الارتعاشي، أمراض القلب، الصرع، الزهري، التهاب سحائي، الكوليرا وداء الكلب. نظرية واحدة، يعود تاريخها إلى عام 1872، تشير إلى أن حبس في القفص - التي كانت تغيير رغبة المواطنين الذين أجبروا على التصويت لصالح مرشح معين قتل في بعض الأحيان - وكانت سبب وفاة بو.

## مذكرات جريسوولد
دفن اليوم إدغار ألان بو، ظهر نعيا طويلا في نيويورك تريبيون وقعه «لودفيغ». وسرعان ما نشر في جميع أنحاء البلاد. بدأت هذه القطعة ، «إدغار آلان بو مات ، وتوفي في بالتيمور قبل يوم أمس ، وهذا إعلان باغت كثيرين، ولكن القليلون سيحزنون إزاء فقده.»  «لودفيغ» تم تحديده في أقرب وقت، كان الاسم روفوس ويلموت جريسوولد، محرر وناقد وكاتب روائي. الذي كان قد حمل ضغينة ضد بو منذ 1842 أصبح جريسوولد بطريقة أو بأخرى بو منفذ أدبى وحاولوا تدمير سمعته بعد وفاته.
روفوس جريسوولد كتب مقالة عن السيرة الذاتية لبو تسمى «مذكرات عن الكاتب»، الذي أدرجت في مجلد في 1850 من الأعمال التي تم جمعها. جريسوولد يصور بو باعتباره فاسدا، في حالة سكر، مجنون ومدمن للمخدرات فاسد وتضمنت خطابات بو كدليل. . كانت كثير من ادعاءاته إما كذب أو تشويه وأنصاف الحقائق. على سبيل المثال، فمن المعروف الآن أن بو لم يكن مدمنا على المخدرات. وتم التنديد بكتاب جريسوولد من أولئك الذين يعرفون جيدا بو من قبل، لكنها تحولت إلى واحدة مقبولة شعبيا. حدث هذا في جزء منه لأنه كان سيرة كاملة الوحيدة المتاحة وعلى نطاق واسع وقد طبع ويرجع ذلك جزئيا القراء بسعادة غامرة في الفكر والأعمال القراءة من قبل رجل «الشر». وقد كشفت الرسائل التي قدمها جريسوولد كدليل على ماوصف به بو صورت فيما بعد أنها محض تزوير.

## الأسلوب الأدبي والموضوعات

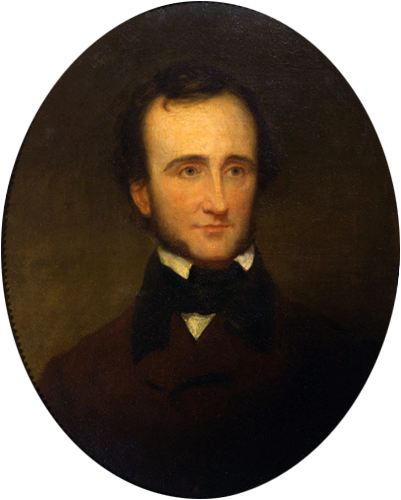
1845 صورة من قبل صموئيل ستيلمان أوزجود

### الأنواع
أفضل أعمال الخيال التي اشتهر بها بو هي من الخيال القوطي، وهو نوع أدبي اتبعه بو لاسترضاء الذوق العام. تتكرر معظم موضوعاته حول مسائل الموت، بما في ذلك علاماته الجسدية وآثار التحلل، والمخاوف من الدفن السابق لأوانه أو القتل رحيم، والإنعاش من الموت، والحداد. وتعتبر كثير من أعماله عموما جزء من هذا النوع من الرومانسية السوداء، وهي رد فعل أدبي للفلسفة المتعالية، التي كرهها بو بشدة . ونعت أتباع الحركة الأخيرة بأنهم «ضفادع بركة بوند»، على اسم بركة في حديقة بوسطن العامة. ويسخر من كتاباتهم باسم «التشبيه الذي أضحى جنونا» .الانزلاق إلى «الغموض لأجل الغموض» أو «التصوف من أجل التصوف». كتب بو في رسالة من رسائله إلى توماس هولي شيفرز أنه لم يمقت أصحاب الفلسفة المتعالية، «و إنما فقط الأدعياء والسفسطائيين منهم». 
في مرحلة ما بعد الرعب ، اتجه بو نحو الأسلوب الساخر والحكايات الفكاهية والخدع. ولإضفاء طابع كوميدي، استخدم السخرية ببذخ  في كثير من الأحيان في محاولة منه لتحرير القارئ من المطابقة الثقافية. وتعد "Metzengerstein" أول قصة معروفة نشرها بو وهي باكورة أعماله في الرعب رغم أنها بالأصل عملت هزلية لتسخر من النوع الأدبي الشائع. كما أعاد بو ابتكار الخيال العلمي في استجابة  للتكنولوجيا التي ظهرت في ذلك الوقت مثل مناطيد الهواء.	 

## وصلات خارجية
- إدغار آلان بو على موقع IMDb (الإنجليزية)
- إدغار آلان بو على موقع ميتاكريتيك (الإنجليزية)
- إدغار آلان بو على موقع الموسوعة البريطانية (الإنجليزية)
- إدغار آلان بو على موقع قاعدة بيانات الأفلام العربية
- إدغار آلان بو على موقع ألو سيني (الفرنسية)
- إدغار آلان بو على موقع ميوزك برينز (الإنجليزية)
- إدغار آلان بو على موقع تيرنر كلاسيك موفيز (الإنجليزية)
- إدغار آلان بو على موقع أول موفي (الإنجليزية)
- إدغار آلان بو على موقع قاعدة بيانات برودواي على الإنترنت (الإنجليزية)
- إدغار آلان بو على موقع قاعدة بيانات الأفلام السويدية (السويدية)
- إدغار آلان بو  على قاعدة بيانات الخيال التأملي على الإنترنت